# Niccolò Carlomagno
Niccolò (Nicola) Carlomagno (Verbicaro o Lauria, 1761 – Napoli, 13 o 14 luglio 1799) è stato un patriota italiano.

## Biografia
Di dubbie origini calabresi o basilicatesi, s'ipotizza da alcuni che sia nato a Verbicaro, in provincia di Cosenza, o a Lauria, in provincia di Potenza. Nella realtà esiste la fede giurata presso l'archivio di stato di Napoli nella quale lo stesso Carlomagno ebbe a indicare la sua nascita a Lauria. 

### La questione della nascita e la formazione
Sulla vita del martire della Repubblica sono rimaste poche e incerte notizie, avendo il re Ferdinando IV fatto distruggere le carte formate nel tempo dell'abbattuta anarchia con l'editto del 24 gennaio 1800. Ciò ha contribuito, senz'altro, a tramandare ai posteri, compreso lo scrittore, politico e storico della Basilicata, Giustino Fortunato, la convinzione che il Carlomagno fosse nato, secondo una diffusa credenza, a Lauria, capoluogo dell'omonimo cantone istituito in quel tempo e all'interno del quale altri importanti documenti sono andati persi, pochi anni dopo, in concomitanza del massacro, perpetrato ai danni dei suoi abitanti dagli stessi francesi che nel 1799 avevano proclamato la Repubblica Napoletana. Già Mariano d'Ayala aveva ritenuto opportuno precisare che:
(Mariano d'Ayala, Vite degli italiani benemeriti della libertà e della patria uccisi dal carnefice, 1883)
 A questa tesi si contrappose solo qualche anno dopo (1889) quella di Giacomo Racioppi secondo cui, avendo acquisito informazioni, neanche certe, dalla curia che, come notoriamente accadeva all'epoca, nel 1766 aveva redatto un censimento, il Carlomagno patriota sarebbe nato a Lauria. Purtroppo neppure in Bervicaro (oggi Verbicaro), del limitrofo cantone di Belvedere, sono stati rinvenuti documenti anagrafici in tal senso; ci pervengono però alcune opere di suoi discendenti ad avvalorare la tesi più probabile che l'avo, morto per un ideale di libertà ed eguaglianza, sia natio della stessa terra calabrese.
Effettuó studi classici all'università di Napoli e ottenne la laurea in legge a soli vent'anni d'età.
Di recente, tuttavia, la rivista storica Basiliskos ha pubblicato la fede giurata del Carlomagno, abilitatosi alla professione forense, sgomberando così il campo da ogni dubbio.

### Avvocato e patriota
Si affermó come avvocato già dal 1785, lavorando anche per il municipio di Napoli, città in cui viveva.
Di idee liberali, Carlomagno aderí beb presto ai club per la proclamazione della Repubblica Napoletana. Il 26 gennaio (7 piovoso) 1799, il giorno successivo al decreto di Championnet che nominava i venti membri del Comitato di Polizia Municipale, s'insediava come presidente nel palazzo della Comune, in prossimità del convento di San Lorenzo; il 18 febbraio (30 piovoso) dello stesso anno fu nominato commissario del Governo presso la Commissione di Pubblica Sicurezza.

### La morte
Alla caduta della Repubblica venne catturato, processato e condannato all'impiccagione.
Montato già sulla scala del patibolo di Porta Capuana, mentre si preparava la corda che doveva strangolarlo, volse gli occhi alla folla che lo circondava e, vedendola folta ed allegra, esclamó ad alta voce:
ma verrà un giorno in cui la piangerai.

Il mio sangue ricadrà sulla vostra testa,

e se avrete la fortuna di non esser più in vita,

ricadrà su quella de' vostri figli.»
L'esecuzione capitale avvenne il 13 o il 14 luglio 1799. Alla sua famiglia furono confiscati tutti i beni e cadde nella miseria.
Il suo nome è oggi ricordato nella prima delle due lapidi poste ai lati del portone di Palazzo San Giacomo, sede del municipio di Napoli, in ricordo dei 116 patrioti, giustiziati nel periodo tra il 1794 e la fine del Regno delle Due Sicilie, che erano insorti contro la monarchia borbonica.